# Krzywa pogoni

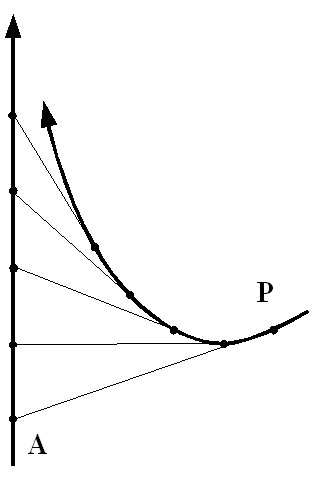
Konstrukcja prostej krzywej pogoni

Krzywa pogoni – krzywa matematyczna, określająca tor punktu („ścigający”), który zmierza zawsze w kierunku drugiego punktu („ścigany”), poruszającego się po pewnej wyznaczonej krzywej.

## Prosta krzywa pogoni
Prosta krzywa pogoni określa najprostszy przypadek, w którym ścigany porusza się po prostej. Pierre Bouguer opisał ją po raz pierwszy w 1732 roku. Pierre Louis Maupertuis później rozważał także inne krzywe pogoni.

### Definicja

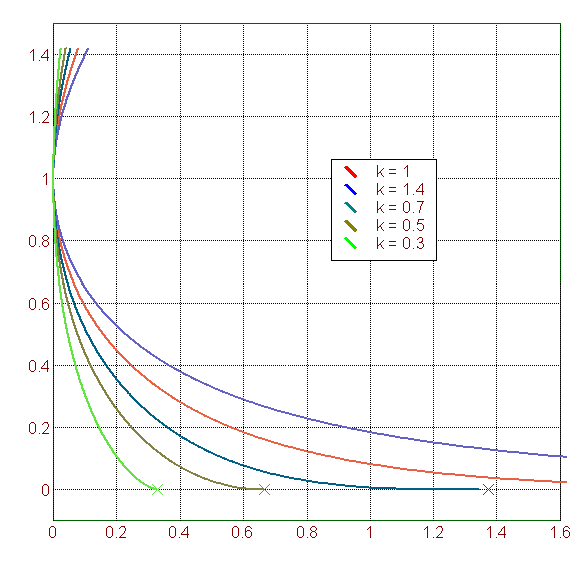
Krzywe pogoni dla różnych wartości parametru k

Niech {\displaystyle A_{0}} będzie punktem startowym „ściganego”, a {\displaystyle P_{0}} punktem startowym „ścigającego”.
Niech punkt {\displaystyle A} porusza się ruchem jednostajnym z prędkością {\displaystyle v=const} w jakimś kierunku, a punkt {\displaystyle P} z prędkością {\displaystyle w=const} zawsze w kierunku punktu {\displaystyle A.} Wówczas tor punktu {\displaystyle P} to prosta krzywa pogoni.
Niech {\displaystyle k={\tfrac {v}{w}}.}

### Równanie wkartezjańskim układzie współrzędnych
Niech {\displaystyle A_{0}=(0,0),P_{0}=(1,0)} i {\displaystyle A} porusza się wzdłuż osi {\displaystyle Y{:}}
{\displaystyle y(x)={\frac {1}{2}}\left({\frac {1-x^{(1-k)}}{(1-k)}}-{\frac {1-x^{(1+k)}}{(1+k)}}\right)} dla {\displaystyle k\neq 1}
{\displaystyle y(x)={\frac {1}{4}}\cdot \left({x^{2}}-\ln {x^{2}}-1\right)} dla {\displaystyle k=1}

### Wyprowadzenie
W dowolnym momencie „ścigany” znajduje się na stycznej do toru „ścigającego”, więc:
{\displaystyle {\frac {\mathrm {d} x}{\mathrm {d} y}}={\frac {-x}{a-y}},}
co prowadzi do równania różniczkowego:
{\displaystyle x+x'(a-y)=0,}
gdzie {\displaystyle x>0.}
Z {\displaystyle a=vt} wynika:
{\displaystyle {\frac {x}{x'}}+vt=y,}
po zróżniczkowaniu po {\displaystyle y{:}}
{\displaystyle {\dot {y}}={\frac {\mathrm {d} y}{\mathrm {d} t}}={\frac {v\cdot x'^{2}}{x\cdot x''}}}
Dalej stosowany jest wzór na długość łuku:
{\displaystyle l=wt=k\int _{0}^{y}{\sqrt {1+(x')^{2}}}\mathrm {d} y.}
Z {\displaystyle \mathrm {d} x^{2}+\mathrm {d} y^{2}=w^{2}\mathrm {d} t^{2}} wynika, że:
{\displaystyle {\dot {y}}={\frac {w}{\sqrt {1+x'^{2}}}}}
Podobnie wykonywane jest różniczkowanie po {\displaystyle x{:}}
{\displaystyle x''-k\cdot {\frac {x'^{2}}{x}}\cdot {\sqrt {1+x'^{2}}}=0.}
Rozwiązanie po podstawieniu
{\displaystyle u=y'={\frac {1}{x'}},\quad x''={\frac {-1}{u^{3}}}{\frac {\mathrm {d} u}{\mathrm {d} x}}}
prowadzi do:
{\displaystyle {\frac {-\mathrm {d} u}{\sqrt {1+u^{2}}}}=k\cdot {\frac {\mathrm {d} x}{x}},}
po scałkowaniu:
{\displaystyle \operatorname {arsinh} u=k\cdot \ln x+C,}
a następnie po zastosowaniu formalnej definicji sinh z {\displaystyle C_{1}=e^{C}} otrzymuje się:
{\displaystyle y'={\frac {\mathrm {d} y}{\mathrm {d} x}}={\frac {1}{2}}\left[(C_{1}\cdot x)^{k}-(C_{1}\cdot x)^{-k}\right].}
Ponownie całkuje się, ze stałą {\displaystyle C_{2}.} Z warunku brzegowego:
{\displaystyle \left.{\tfrac {dy}{dx}}\right|_{x=1}=0}
wynika {\displaystyle C_{1}=1,} więc z
{\displaystyle \left.y\right|_{x=1}=0}
wynika:
{\displaystyle C_{2}={\frac {k}{1-k^{2}}}} względnie {\displaystyle C_{2}=-{\frac {1}{4}}} dla {\displaystyle k=1,}
czyli:
{\displaystyle y(x)={\frac {1}{2}}\left({\tfrac {x^{(1+k)}}{(1+k)}}-\left\{{\begin{matrix}{\frac {x^{(1-k)}}{(1-k)}}\\\ln {|x|}\end{matrix}}\right\}\right)+\left\{{\begin{matrix}{\frac {k}{1-k^{2}}}\\-{\frac {1}{4}}\end{matrix}}\right\}\ {\begin{cases}k\neq 1\\k=1\end{cases}}}
skąd wynikają wzory podane na początku.
Wyrażenie zależności odwrotnej {\displaystyle x(y)} nie jest możliwe w funkcjach elementarnych.